# Клик-химия
Термин клик-химия был впервые введён Б. Шарплессом в 2001 году. Данное понятие описывает химические реакции, приспособленные для быстрого и надёжного получения химических веществ путём соединения между собой отдельных маленьких элементов. Клик-химия не касается отдельной реакции, но была задумана как подражание природе, которая также создаёт соединения из модульных элементов. Концепция возникла в связи с поиском новых подходов к генерированию больших количеств структур-кандидатов фармацевтических препаратов.
Реакции, относящиеся к клик-химии, должны:
- быть модульными
- иметь широкую область применения
- протекать с высоким выходом
- давать безопасные побочные продукты
- быть стереоспецифичными
- протекать в физиологических условиях
- быть очень выгодными термодинамически (> 84 кДж/моль), чтобы образовывался единственный продукт
- иметь высокую экономию атомов.

Желательно, чтобы процесс:
- имел простые реакционные условия
- использовал доступные материалы и реагенты
- не требовал растворителя или использовал безвредные растворители (желательно, воду)
- позволял выделить продукт нехроматографическим методом (кристаллизация или перегонка)

В 2022 году, Нобелевская Премия по химии была присуджена К. Бертоцци, М. Мелдал и Б. Шарплессу за разработку клик-химии и работы в области биортогональной химии.

## Суть термина
Открытие новых потенциальных фармацевтических препаратов требует перебора и синтеза большого числа структур. Использование нескольких надёжных реакций, протекающих с высоким выходом, позволило бы значительно упростить массовый параллельный синтез кандидатов, таким образом, ускорив процесс создания новых препаратов.
Несмотря на то, что критерии принадлежности к клик-реакциям являются относительно субъективными, некоторые реакции были определены как наиболее подходящие к данной категории:
- [3+2]-циклоприсоединения, в частности, азид-алкиновое циклоприсоединение (медь-катализируемый вариант CuAAC и реакция, промотируемая напряжением, SPAAC)[3][4]
- тиол-еновое присоединение[англ.][5][6]
- реакция Дильса-Альдера[7]
- [4+1]-циклоприсоединение между изонитрилами и тетразинами[8]
- нуклеофильное замещение, особенно в напряженных малых циклах (эпоксидах и азиридинах)
- реакции карбонильных соединений с азотсодержащими нуклеофилами (аминами, гидразинами, гидразидами, гидроксиламинами)
- реакции присоединения к двойным углерод-углеродным связям, например, дигидроксилирование.

## Азид-алкиновое циклоприсоединение
Одна из наиболее используемых клик-реакций — азид-алкиновое циклоприсоединение с использованием медного катализатора (CuAAC). Она была открыта независимо группами М. Мельдаля и Б. Шарплесса в 2002 году. Несмотря на то, что реакция впервые была описана М. Мельдалем и сотр. применительно к синтезу пептидотриазолов на твёрдом носителе, эти авторы не распознали потенциала данной реакции. Фокин и Шарплесс описали её как каталитический процесс, предоставляющий беспрецедентный уровень селективности, надежности и применимости в тех случаях, когда необходимо создать ковалентные связи между разнообразными строительными блоками.
Исследовано действие различных металлических катализаторов на протекание азид-алкинового циклоприсоединения, причём наилучшие результаты
показали медь и рутений. В случае медного катализа реакция приводит к 1,4-дизамещенным 1,2,3-триазолам, а в случае рутениевого — 1,5-дизамещенным 1,2,3-триазолам.
Активно развиваются исследования азид-алкинового циклоприсоединения, промотируемого напряжением (SPAAC). Данная модификация происходит с участием реагентов на основе циклооктина. Движущей силой процесса в данном случае является выигрыш в энергии за счёт снятия напряжения с циклооктинового цикла.

## Применение
Клик-химия находит широкое применение в различных областях. Некоторые из них:
- препаративный синтез 1,4-дизамещенных триазолов
- синтез пептидомиметиков на основе триазольной связи[9]
- модификация природных соединений и фармацевтических препаратов
- открытие лекарственных средств[12]
- макроциклизация[13]
- модификация ДНК и олигонуклеотидов[14]
- супрамолекулярная химия[15]
- дизайн дендримеров[16]
- синтез углеводных кластеров
- химия полимеров[17][6]
- химия материалов[18]
- нанотехнология[19]
- биоконъюгация[20]
- органический самораспространяющийся высокотемпературный синтез